# Isaac Nathan
Isaac Nathan   (Canterbury, 1790 - Sydney, 15 de gener de 1864) fou un cantant de poc èxit i compositor hebreu-anglès.
Començà la seva carrera dedicant-se al cant, però hagué d'abandonar l'escena perquè la seva veu no prometia grans èxits. Després fou professor de cant de la princesa Carlota de Gal·les. Més tard (1841) emigrà a Sydney, on morí el 1864.
És autor de gran nombre d'obres: cal citar, entre d'altres, una Història i Teoria de la Música. Les Memòries de Madame Malibran de Beriot, dues òperes, un drama, etc.
Posà música a diversos poemes de Lord Byron, com les Melodies Hebrees, que no destaquen per la seva inspiració.